# Étienne Karita
Pour les articles homonymes, voir Karita (homonymie).
 (avril 2024).
La mise en forme du texte ne suit pas les recommandations de Wikipédia : il faut le « wikifier ».
Les points d'amélioration suivants sont les cas les plus fréquents. Le détail des points à revoir est peut-être précisé sur la page de discussion.
- Les titres sont pré-formatés par le logiciel. Ils ne sont ni en capitales, ni en gras.
- Le texte ne doit pas être écrit en capitales (les noms de famille non plus), ni en gras, ni en italique, ni en « petit »…
- Le gras n'est utilisé que pour surligner le titre de l'article dans l'introduction, une seule fois.
- L'italique est rarement utilisé : mots en langue étrangère, titres d'œuvres, noms de bateaux, etc.
- Les citations ne sont pas en italique mais en corps de texte normal. Elles sont entourées par des guillemets français : « et ».
- Les listes à puces sont à éviter, des paragraphes rédigés étant largement préférés. Les tableaux sont à réserver à la présentation de données structurées (résultats, etc.).
- Les appels de note de bas de page (petits chiffres en exposant, introduits par l'outil «  Source ») sont à placer entre la fin de phrase et le point final[comme ça].
- Les liens internes (vers d'autres articles de Wikipédia) sont à choisir avec parcimonie. Créez des liens vers des articles approfondissant le sujet. Les termes génériques sans rapport avec le sujet sont à éviter, ainsi que les répétitions de liens vers un même terme.
- Les liens externes sont à placer uniquement dans une section « Liens externes », à la fin de l'article. Ces liens sont à choisir avec parcimonie suivant les règles définies. Si un lien sert de source à l'article, son insertion dans le texte est à faire par les notes de bas de page.
- La présentation des références doit suivre les conventions bibliographiques. Il est recommandé d'utiliser les modèles {{Ouvrage}}, {{Chapitre}}, {{Article}}, {{Lien web}} et/ou {{Bibliographie}}. Le mode d'édition visuel peut mettre en forme automatiquement les références.
- Insérer une infobox (cadre d'informations à droite) n'est pas obligatoire pour parachever la mise en page.

Pour une aide détaillée, merci de consulter Aide:Wikification.
Si vous pensez que ces points ont été résolus, vous pouvez retirer ce bandeau et améliorer la mise en forme d'un autre article.
Étienne Karita est un scientifique rwandais qui mène des recherches sur le VIH/SIDA, depuis le milieu des années 1980. Il a occupé de nombreux postes de direction dans les différentes organisations œuvrant pour contrôler le VIH au Rwanda. Une partie de son travail se concentre sur la prévention de la transmission mère-enfant du VIH, en collaboration avec le Projet San Francisco, il a étudié le VIH dans les couples discordants.

## Formation
Karita a obtenu son doctorat en médecine à l'Université nationale du Rwanda à Butare, au Rwanda. En 1995, il termine son master en biologie moléculaire à l'Université de Bruxelles en Belgique, auprès de Peter Piot, puis un master de santé publique en épidémiologie à l'Université d'Alabama à Birmingham,. Il est actuellement affilié à l'Université Emory en tant que un directeur national du Projet San Francisco au Rwanda.

## Recherche et travaux

### Recherches antérieures sur le VIH
Karita est un co-auteur de nombreux d'articles de recherche sur l'infection et la transmission du VIH au Rwanda. Son travail dans le Projet San Francisco, a également appelé Groupe rwandais de recherche sur le VIH en Zambie (RZHRG), se concentre sur la fourniture de conseils et de tests aux couples discordants. Les résultats de certaines publications ont été utilisés pour suggérer des programmes de contrôle efficaces au Rwanda. Le Projet San Francisco a été fondé à Kigali en 1986, mais lorsque le génocide des Tutsi en 1994 au rwandais, nombreux chercheurs ont déménagé et ont ouvert une clinique à Lusaka, en Zambie. Lorsque Karita est revenu au Rwanda après le génocide, il est devenu le directeur fondateur du Laboratoire national de référence pour les infections rétrovirales et a été nommé comme le chef du programme national lutte contre le sida au Rwanda. Le génocide de Tutsi au rwanda en 1994, s'est accompagné du viol de milliers de femmes et de la propagation du VIH parmi elles, ce qui a conduit nombre d'entre elles à se retrouver dans l'impossibilité de se faire soigner ,. Karita a également été la première conseillère technique au Rwanda pour la Fondation Elizabeth Glaser contre le SIDA pédiatrique (EGPAF), une organisation visant à mettre fin le SIDA chez les enfants et à prévenir la transmission mère-enfant . L'EGPAF a mis fin à son partenariat avec le ministère de la Santé au Rwanda en 2019, en raison de la réduction de la transmission mère-enfant dans le pays.

### Travaux récents
Karita a été chercheur principal des récents essais cliniques de vaccination contre le VIH au Rwanda ces dernières années. Un article de recherche qu'il a publié analyse de façon dont les soins de santé liés au VIH se sont améliorés depuis le génocide. En 2017, il a été l'un des récipiendaires des subventions SANTHE (Réseau d'Afrique subsaharienne pour l'excellence en recherche sur la tuberculose et le VIH) pour ses recherches sur le VIH parmi les populations à haut risque, telles que les travailleuses du sexe. Karita a été coprésidente du comité du programme scientifique de la Conférence internationale sur le sida et les IST en Afrique (ICASA) en 2019, une conférence où les scientifiques partagent leurs recherches et leur expertise. Ces dernières années, Karita a travaillé sur le programme de vaccination d'Umurinzi contre Ebola pour empêcher la propagation du virus Ebola, mais les vaccinations ont été suspendues en 2020 alors que le gouvernement se concentrait principalement sur le COVID-19. En plus d'être un directeur national du Projet San Francisco au Rwanda, il est actuellement un vice-président du conseil d'administration du Rwanda Biomedical Centre, qui mène des recherches pour améliorer les soins de santé au Rwanda.